# بیرمنگهام یوروپین ایرویز
بیرمنگهام یوروپین ایرویز (به انگلیسی: Birmingham European Airways) یک شرکت هواپیمایی است که در تاریخ ۱۹۸۳ میلادی تأسیس شده و در تاریخ ۱۹۹۲ فعالیتش را آغاز کرده‌است.